# تاريخ المسيحية في القيروان
بدأت المسيحية في القيروان قبل تأسيس المدينة من طرف عقبة بن نافع الفهري سنة 670 بفترة طويلة، وانتهى تاريخها سنة 1270، إبان طرد المسيحيين من طرف الموحدين .
على الرغم من أن القيروان كانت تعتبر مدينة إسلامية مقدسة ، إلا أنها شهدت وجود مجتمع مسيحي مزدهر. إذ توجد عدة أدلة  على وجود المسيحيين في القيروان، من بينها نقش لاتيني  محفوظ في المتحف الوطني للفنون الإسلامية في رقادة يرجع إلى بمسيحي دفن في المدينة، حيث تم تأريخ ضريحه بكلا التقويمين الميلادي و الهجري.
انتهى الوجود المسيحي في القيروان سنة 1270 إذ تم طردهم من طرف الموحدين . ومنذ ذلك التاريخ وإلى غاية الحماية الفرنسية ، كان يُمنع على اليهود والمسيحيين قضاء الليل في القيروان أو الحمامات ، ويلزم دخولهم نهارًا تصريحًا خاصًا صادرًا عن الوالي.
في فترة الحماية الفرنسية، تم تشييد كنيسة كاثوليكية سنة 1883. إلا أنه سنة 1959 ، قامت السلطات التونسية بمصادرة الكنيسةـ و تم هدمها في السبعينيات.